# GJ 1277
GJ 1277 is een rode dwerg met een spectraalklasse van M4.5. De ster bevindt zich 33,9 lichtjaar van de zon.